# Tomoaki Maeno
Tomoaki Maeno (jap. 前野 智昭 Maeno Tomoaki, ur. 26 maja 1982) – japoński seiyū, związany z agencją Arts Vision. Występuje również pod pseudonimami Maenocchi, Maenu i Tomo-kun.

## Życiorys
Tomoaki Maeno urodził się 26 maja 1982 roku w miejscowości Shimotsuma, w prefekturze Ibaraki. Tomoaki ukończył Akademię Mediów Rozrywkowych i Japoński Instytut Aktorstwa Narracyjnego.

## Życie prywatne
12 maja 2020 roku Tomoaki Maeno wziął ślub z Mikako Komatsu. Wspólnie mają jedno dziecko. Oglądanie wyścigów samochodowych uznaje za swoje hobby. Tomoaki ma 1,75 m wzrostu.

## Filmografia (wybrane)

### Anime

#### 2008
- Ga-Rei – Zero (Tōru Kanze)
- Mahō Tsukai ni Taisetsu na Koto – Natsu no Sora (Gōta Midorikawa)
- Toshokan Sensō (Atsushi Dōjō)

#### 2009
- Kobato. (Kiyokazu Fujimoto)
- Sora no Manimani  (Saku Ōyagi)

#### 2010
- Amagami (Junichi Tachibana)
- Służąca przewodnicząca (Kanade Maki)

#### 2011
- Sekaiichi Hatsukoi (Kou Yukina)
- Sekaiichi Hatsukoi 2 (Kou Yukina)

#### 2012
- Say „I Love You!“ (Kai Takemura)
- Hitorijime My Hero (Kousuke Ooshiba)

#### 2014
- Yona w blasku świtu (Son Hak)
- Haikyu!! (Makoto Shimada)

#### 2015
- Death Parade (Decim)

#### 2016
- Posępny Mononokean (Haruitsuki Abeno)
- Super Lovers (Haru Kaidō)

#### 2017
- Hitorijime Boyfriend (Kōsuke Ōshiba)

#### 2018
- Odrodzony jako galareta (Veldora Tempest)

#### 2021
- Skate-Leading Stars (Itsuki Kiriyama)

#### 2022
- Gaikotsu Kishi-sama, Tadaima Isekai e Odekakechū (Arc Lalatoya)

### Gry wideo
- Uta no Prince-sama DEBUT! (Camus)
- Onmyōji (Ō͘tengu)
- Genshin Impact (Zhongli)